# メイミー♥エンジェル
『メイミー♥エンジェル』は、いがらしゆみこによる日本の漫画作品。
『なかよし』（講談社）にて1979年4月号から1980年12月号まで連載された。

## あらすじ
西部開拓時代、病弱の母親を元気にしたいメイミーは、西部に行った初恋の少年を追いかけ、自身も旅に出る。
幾多の苦労を重ねながらも、メイミーは新天地で夢を掴んでいく。

## 書誌情報
- メイミー♥エンジェル 1、初版発行日1979年9月5日
- メイミー♥エンジェル 2、初版発行日1980年4月5日
- メイミー♥エンジェル 3、初版発行日1980年10月4日
- メイミー♥エンジェル 4、初版発行日1981年2月5日